# Іполит Зборовський
Іполит Зборовський  (25 серпня 1875, Яланець — 26 серпня 1937, Вінниця) — громадський, культурний та музейний діяч, краєзнавець. Народився  в с. Яланець (нині село Бершадського р-ну Він. обл.) в родині дрібного шляхтича. 

## Освіта та діяльність
Середню освіту здобув у Ананьївській гімназії. У 1895—1900 роках навчався в художній школі в м. Одесі. 1901 року стажувався в Мюнхенській академії мистецтв. У 1906 році організував перші кооперативи в рідному селі: споживчий, кредитовий. 1915 року обраний чл. правління Подільського губернського кредитного союзу.
Вів просвітницьку роботу серед населення, вивчав і збирав пам’ятки історії та культури Поділля. На свої кошти побудував у Яланці Український народний дім. Співпрацював з Володимиром Антоновичем у проведенні археологічних досліджень рідного краю. У 1916—17 роках входив до Союзу міст (див. Союзи земств і міст), збирав пам’ятки мистецтва і старовини Галичини й Буковини для Київського художньо-промислового і наукового музею. На початку 1917 року Іполит із дружиною й трьома малими дітьми переїжджає до Києва. Працює адміністратором у газеті «Нова Рада». З 1917 року — член редакції газети «Нова рада». В 1917 році обраний членом-кориспондентом Центрального комітету охорони пам’яток старовини й мистецтва в Україні, влітку 1917 року — головою Ольгопільської народної управи та делегатом до Української Центральної Ради від Української партії соціалістів-революціонерів. 
10 травня 1918 року за доносом рідного дядька Івана Грушецького заарештований австро-німецькою владою і засуджений до розстрілу. Після скасування вироку вернувся на Поділля. У 1920 році в Бершаді організував Наукове товариство ім. Володимира Антоновича та заснував краєзнавчий музей, який очолював до 1922 року. В 1926 році організував і очолив Тульчинський окружний краєзнавчий музей, 1927 року — Тульчинське краєзнавче товариство. За рік Зборовський купив для музею 157 раритетів на суму 47 руб. 42 коп. Це були вишиті сорочки, рушники, вишиті вставки, запаски, іграшки й ікони. У 1929 році заарештований Особливою нарадою ДПУ УРСР за сфальсифікованими звинуваченнями (54-10 КК УРСР) і засланий до Архангельська. Після відбуття покарання деякий час жив у Чернігові. 4 серпня 1937 року заарештований втретє, 8 серпня того ж року за звинуваченням у антирадянській агітації засуджений до розстрілу.
За спогадом доньки: «Улітку 1937 року з ним стався інсульт, він лежав удома. Серпневим вечором до будинку під'їхав "чорний воронок", чекісти винесли батька на ношах і поклали до машини. Також забрали всі рукописи, листи, картини й колекцію стародавніх книжок, які він збирав все життя. Більше ми батька ніколи не бачили». Реабілітований 1959 року.

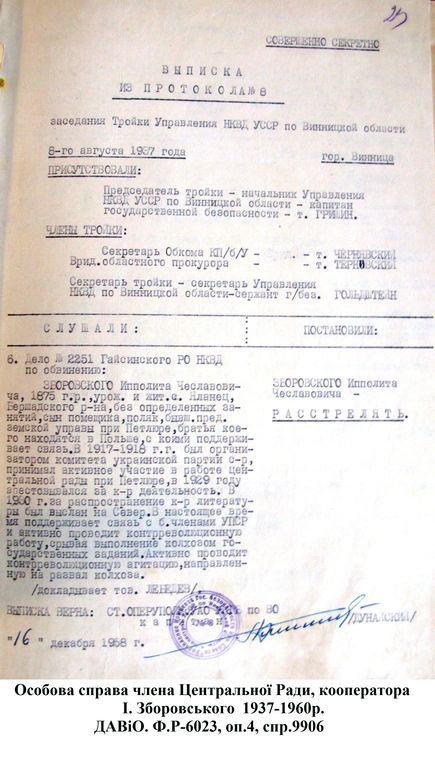
Витяг з Протоколу засідання Трійки

## Творчість
Автор статей з теорії та практики організації музейної справи, етнографічних досліджень у журналах «Вести мелкого кредита», «Старое в новом» (Санкт-Петербург), «Селянський кредит» (Харків), «Глобус» (Бершадь), газетах «Подольские епархиальные ведомости», «Червоний край» (Вінниця).